# Disparomitus neavei
Disparomitus neavei is een insect uit de familie van de vlinderhaften (Ascalaphidae), die tot de orde netvleugeligen (Neuroptera) behoort. 
Disparomitus neavei is voor het eerst wetenschappelijk beschreven door Kimmins in 1949.